# La història del Nadal
La història del Nadal (títol original en anglès: The Nativity Story) és una pel·lícula estatunidenca del 2006  basada en la nativitat de Jesús i dirigida per Catherine Hardwicke. La pel·lícula és protagonitzada per Keisha Castle-Hughes, Oscar Isaac, Hiam Abbass, Shaun Toub, Alexander Siddig, Ciarán Hinds i Shohreh Aghdashloo.
Filmada a Matera (Itàlia) i a Ouarzazate (Marroc) que narra la vida de Maria (Keisha Castle-Hughes) amb el seu marit Josep (Oscar Isaac) durant el viatge que hagueren de fer des de Natzaret fins a Betlem perquè nasqués Jesucrist. Ha estat doblada al català.
The Nativity Story es va estrenar a la Ciutat del Vaticà el 26 de novembre de 2006, convertint-se en la primera pel·lícula que es va estrenar mundialment a la ciutat, i va ser llançat als Estats Units l'1 de desembre de 2006 per New Line Cinema. La pel·lícula va rebre crítiques diverses de la crítica i va recaptar més de 46 milions de dòlars a tot el món.